# She Will
She Will es una película británica de terror psicológico dirigida y coescrita por Charlotte Colbert, en su debut como directora de largometrajes. Fue producida por Jessica Malik y Bob Last, con Dario Argento y Edward R. Pressman como productores ejecutivos. Protagonizada por Alice Krige, Kota Eberhardt, Rupert Everett y Malcolm McDowell, tuvo su estreno mundial el 5 de agosto de 2021 en el Festival de Cine de Locarno, donde ganó el Leopardo de Oro como mejor película.

## Sinopsis
Veronica Ghent, una antigua estrella de cine, acude a un retiro curativo en Escocia con su enfermera Desi Hatoum tras una doble mastectomía. El lugar donde se aloja es el sitio donde siglos atrás fueron quemadas mujeres por brujería. Sus cenizas llenan la tierra y le dan a ella el poder de vengarse en sueños.

## Reparto
- Alice Krige es Veronica Ghent
- Kota Eberhardt es Desi Hatoum
- Malcolm McDowell es Hathbourne
- John McCrea es Ansel
- Rupert Everett es Tirador
- Amy Manson es Lois
- Jonathan Aris es Podrick Lochran
- Daniel Lapaine es Keith
- Olwen Fouéré es Jean
- Kenneth Collard es Derek
- Catriona McNicoll es Janet
- Fiz Marcus es Joy
- Stephen Kyem es Connor
- Layla Burns es Veronica joven

## Recepción
En el sitio web Rotten Tomatoes, la película tiene un índice de aprobación del 85% basado en 67 críticas, con una calificación media de 6,8/10. El consenso de los críticos del sitio afirma: «Más inquietante que realmente aterradora, She Will lanza un hechizo reflexivo e hipnótico que se hace aún más fuerte por su enfoque comedido y algunas interpretaciones fuertes». Metacritic, que utiliza una media ponderada, asignó a la película una puntuación de 73 sobre 100, basada en 18 críticas, lo que indica «críticas generalmente favorables».